# Blastochorie
Die Blastochorie (selten: Blastautochorie) ist die vegetative Ausbreitung von Pflanzen durch Selbstausläufer, die der Vermehrung dienen. Blastochorie ist eine Form der Selbstausbreitung oder Autochorie. Der Begriff wird gelegentlich auch für Pflanzenarten gebraucht, bei denen Samen am Ende langer, kriechender Ausläufer deponiert werden, also als eine Form der autochoren generativen Vermehrung.

## Beschreibung

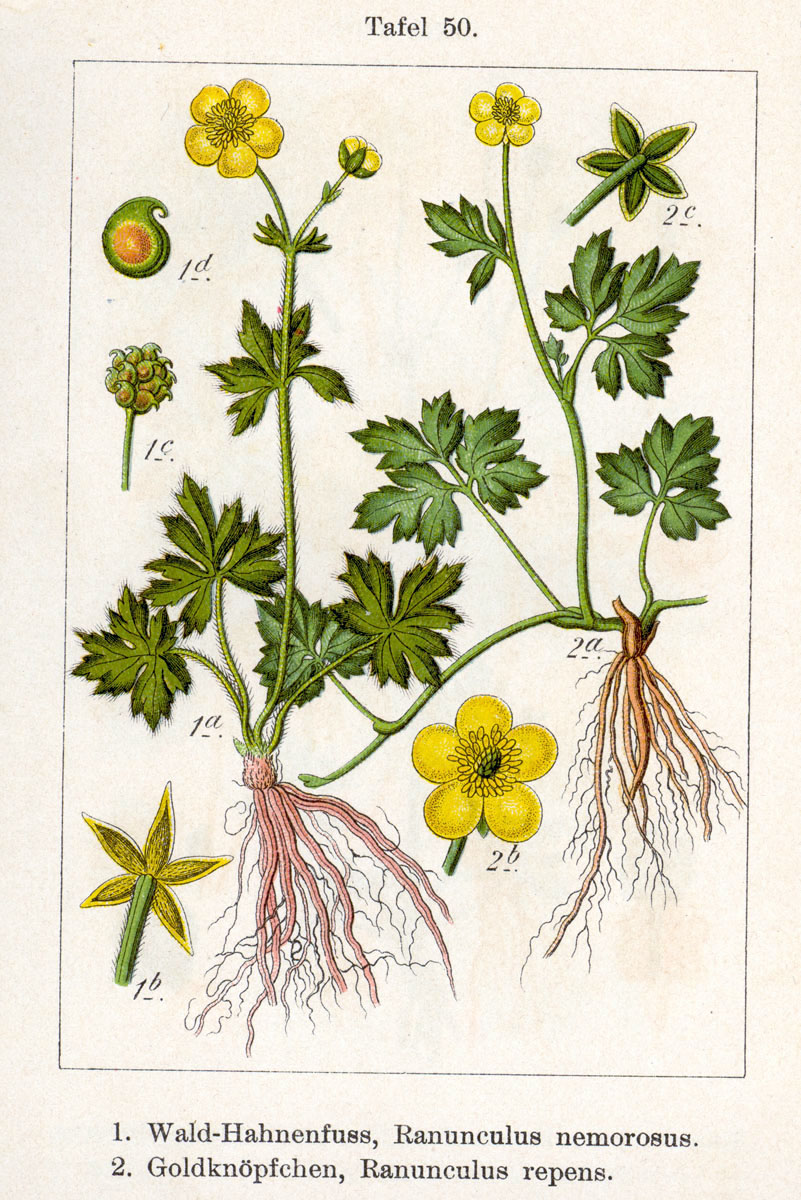
Blastochore Pflanzen breiten sich über lange, kriechende Ausläufer aus (hier beim Kriechenden Hahnenfuß Ranunculus repens – rechts "2a")

Einige Pflanzen wie die Gartenerdbeere und die Walderdbeere sind in der Lage, mehrere Meter lange oberirdische Ausläufer (Stolonen) zu bilden. Diese bilden an geeigneten Stellen Adventivwurzeln und bilden dort neue Pflänzchen heran. Dieser Ausbreitungsmechanismus ist auch typisch für eine Reihe von Ackerunkräutern wie Quecken und Ackerwinde. Pflanzen wie Zimbelkraut, Vogelknöterich und Efeu-Ehrenpreis bilden ebenfalls lange Kriechtriebe aus, an deren Ende sie blühen und fruchten. Hier dient der Kriechtriebe ebenfalls der Ausbreitung, allerdings werden keine vegetativen Ableger gebildet.
Die blastochore Ausbreitung ist für die meisten Pflanzen eine Ergänzungsstrategie. So werden Walderdbeeren überwiegend dadurch ausgebreitet, dass die Sammelfrüchte, auf denen die Nüsschen sitzen, verzehrt werden und dadurch letztere verschleppt werden (Endochorie).

## Gärtnerische Vermehrung
Die Fähigkeit vieler Pflanzen zur Blastochorie ist ein Aspekt des Gartenbaus, da sie die Vermehrung von Pflanzen über Absenker oder Ableger ermöglicht.